# Фёдоров, Александр Иванович (футболист)
Александр Иванович Фёдоров (19 августа 1916, Петроград, Российская империя — 27 июня 1996, Санкт-Петербург, Россия) — советский футболист, полузащитник, нападающий.

## Карьера
На юношеском уровне футболом организованно не занимался. Выступал в командах «Динамо» Ленинград, «Зенит» Ленинград, «Спартак» Москва и «Спартак» Львов.
После завершении карьеры игрока в 1950-е годы входил в тренерский штаб юношеской команды «Спартака» Ленинград, а в 1980-е года в тренерский штаб команды «Спартака» из Зеленогорска.
В 1950—1968 годах судил футбольные матчи.
Участник Великой Отечественной войны.